# Hydrotaea tigrifemorata
Hydrotaea tigrifemorata este o specie de muște din genul Hydrotaea, familia Muscidae, descrisă de Xue, Zhang și Liu în anul 1994.
Este endemică în Jilin. Conform Catalogue of Life specia Hydrotaea tigrifemorata nu are subspecii cunoscute.